# Veera Mattila
Veera Miliaana Mattila (* 21. Januar 2003 in Sastamala) ist eine finnische Leichtathletin, die sich auf den Mittelstreckenlauf spezialisiert hat.

## Sportliche Laufbahn
Erste internationale Erfahrungen sammelte Veera Mattila im Jahr 2022, als sie bei den U20-Weltmeisterschaften in Cali das Halbfinale im 800-Meter-Lauf erreichte, dort aber nicht ins Ziel kam. Zudem belegte sie dort mit der finnischen 4-mal-400-Meter-Staffel in 3:33,15 min den vierten Platz. Im Jahr darauf gewann sie bei den U23-Europameisterschaften in Espoo in 2:03,14 min die Silbermedaille über 800 Meter hinter der Spanierin Daniela García und gelangte mit der Staffel mit 3:33,57 min auf Rang sechs. 2025 wurde sie bei der 1. Liga der Team-Europameisterschaft in Madrid in 2:02,59 min Vierte im B-Lauf über 800 Meter und anschließend kam sie bei den U23-Europameisterschaften in Bergen im Vorlauf nicht ins Ziel. Kurz darauf kam sie bei den World University Games in Bochum im Halbfinale nicht ins Ziel.
2023 wurde Mattila finnische Hallenmeisterin im 800-Meter-Lauf sowie 2024 über 400 Meter. 2025 wurde sie Landesmeisterin über 800 Meter.

## Persönliche Bestleistungen
- 400 Meter: 53,73 s, 25. August 2023 in Tampere
  - 400 Meter (Halle): 54,85 s, 18. Februar 2023 in Helsinki
- 600 Meter: 1:27,90 min, 23. Mai 2023 in Jyväskylä
- 800 Meter: 2:01,12 min, 8. August 2023 in Tampere
  - 800 Meter (Halle): 2:04,99 min, 28. Januar 2024 in Helsinki